# Ascotis dimitrini
Ascotis dimitrini är en fjärilsart som beskrevs av Horm. och Alex. Ascotis dimitrini ingår i släktet Ascotis och familjen mätare. Inga underarter finns listade i Catalogue of Life.